# Voultegon
Voultegon és un municipi delegat francès, situat al departament de Deux-Sèvres i a la regió de Aquitània - Llemosí - Poitou-Charentes. L'any 2007 tenia 533 habitants.
L'1 de gener de 2013, el municipi Voultegon es va fusionar amb el municipi Saint-Clémentin i formar el municipi nou de Voulmentin, del qual constitueix un municipi delegat a partir d'eixa data.

## Demografia

### Població
El 2007 la població de fet de Voultegon era de 533 persones. Hi havia 192 famílies de les quals 44 eren unipersonals (16 homes vivint sols i 28 dones vivint soles), 60 parelles sense fills, 72 parelles amb fills i 16 famílies monoparentals amb fills.
La població ha evolucionat segons el següent gràfic:
Habitants censats

### Habitatges
El 2007 hi havia 222 habitatges, 203 eren l'habitatge principal de la família, 12 eren segones residències i 6 estaven desocupats. 219 eren cases i 2 eren apartaments. Dels 203 habitatges principals, 149 estaven ocupats pels seus propietaris, 50 estaven llogats i ocupats pels llogaters i 4 estaven cedits a títol gratuït; 4 tenien dues cambres, 21 en tenien tres, 53 en tenien quatre i 125 en tenien cinc o més. 180 habitatges disposaven pel capbaix d'una plaça de pàrquing. A 81 habitatges hi havia un automòbil i a 114 n'hi havia dos o més.

### Piràmide de població
La piràmide de població per edats i sexe el 2009 era:
| Homes | Edats   | Dones |
| ----- | ------- | ----- |
| 0     | 95 o +  | 0     |
| 0     | 90 a 94 | 0     |
| 4     | 85 a 89 | 0     |
| 4     | 80 a 84 | 4     |
| 12    | 75 a 79 | 4     |
| 24    | 70 a 74 | 32    |
| 8     | 65 a 69 | 12    |
| 0     | 60 a 64 | 4     |
| 12    | 55 a 59 | 8     |
| 8     | 50 a 54 | 8     |
| 20    | 45 a 49 | 4     |
| 16    | 40 a 44 | 20    |
| 28    | 35 a 39 | 24    |
| 20    | 30 a 34 | 12    |
| 8     | 25 a 29 | 28    |
| 12    | 20 a 24 | 12    |
| 4     | 15 a 19 | 20    |
| 20    | 10 a 14 | 24    |
| 12    | 5 a 9   | 24    |
| 20    | 0 a 4   | 12    |

## Economia
El 2007 la població en edat de treballar era de 336 persones, 271 eren actives i 65 eren inactives. De les 271 persones actives 249 estaven ocupades (135 homes i 114 dones) i 22 estaven aturades (7 homes i 15 dones). De les 65 persones inactives 22 estaven jubilades, 26 estaven estudiant i 17 estaven classificades com a «altres inactius».

### Ingressos
El 2009 a Voultegon hi havia 210 unitats fiscals que integraven 566 persones, la mediana anual d'ingressos fiscals per persona era de 16.360 €.

### Activitats econòmiques
Dels 10 establiments que hi havia el 2007, 3 eren d'empreses de construcció, 3 d'empreses de comerç i reparació d'automòbils, 1 d'una empresa de serveis i 3 d'empreses classificades com a «altres activitats de serveis».
Dels 5 establiments de servei als particulars que hi havia el 2009, 1 era un taller de reparació d'automòbils i de material agrícola, 1 guixaire pintor, 1 lampisteria, 1 electricista i 1 perruqueria.
L'únic establiment comercial que hi havia el 2009 era una botiga de menys de 120 m².
L'any 2000 a Voultegon hi havia 32 explotacions agrícoles que ocupaven un total de 1.176 hectàrees.

## Equipaments sanitaris i escolars
El 2009 hi havia una escola elemental.

## Poblacions més properes
El següent diagrama mostra les poblacions més properes.